# 長島清隆
長島 清隆（ながしま きよたか、1974年11月29日 - ）は、広島テレビ放送のアナウンサー。

## 来歴・人物
千葉県浦安市の出身で、早稲田実業高校から早稲田大学法学部へ進学。大学卒業後の1997年に、アナウンサーとして広島テレビに入社した。同期入社のアナウンサーに、馬場のぶえがいる。
広島テレビへの入社後は、スポーツアナウンサーとして、サッカー・野球の実況中継を担当。2005年4月から2014年12月23日までは、平日夕方の生ワイド番組（『テレビ宣言』 → 『旬感テレビ派ッ!』→ 『テレビ派』）でニュースキャスターを務めた。
ニュースキャスター時代には、出演番組で自ら取材を担当するコーナーや、公式ブログに「長島リポート」というタイトルを入れていた。また、担当期間中に、アナウンス部から報道制作部へ異動（時期不明）。報道制作部所属の「キャスター」として『テレビ派』への出演を続けるかたわら、ディレクターとして、『WATCH～真相に迫る～』（毎月最終土曜日の深夜に放送中の自社制作番組）や『NNNドキュメント』（NNN全国ネット番組）向けにドキュメンタリーを制作した。
2015年以降は、報道制作局の記者を経て、NNNニューヨーク支局へ特派員として赴任。赴任後は、取材先からの生中継やVTRリポートで、NNNの全国ニュースや広島テレビの報道番組に随時登場していた。
2017年4月に復職し、ニュースキャスターとして『テレビ派』に出演している。同番組のコーナー「Anchor」では解説委員の肩書で出演している。また、2018年7月に発生した平成30年7月豪雨の際には、同災害の取材で陣頭指揮を取っている。
2022年7月1日付で、解説委員兼務としてアナウンス室に復帰した。

## プロデューサー
- WATCH ～真相に迫る～
NNNドキュメントで放送されることがある。
- みんなでSDGs ～未来につなぐはじめの一歩～（2021年12月26日）

## アナウンサー時代および復帰後の担当番組
- スポーツ中継
  - アナウンサー時代の後期には、主に全国高等学校サッカー選手権大会関連の中継・番組に出演。かつては、広島東洋カープ戦の実況も担当していた。
- ローカルニュース（NNN全国ニュース番組のローカルパートおよび単独番組扱いの『広テレNews』。アナウンサー復帰後も出演）
- テレビ派
  - 前身番組の『旬感テレビ派ッ!』時代から、ニュースキャスターを担当するかたわら、不定期で「長島レポート」を放送していた。アナウンサー復帰後も金曜日の「長島カイセツ」やGW、お盆、年末年始、祝日等により、時間短縮時のニュースキャスターとして不定期出演。
- 広島県議会ダイジェスト

- サンデーリポートひろしま（2005年度春改編から『ひろしまサンデースタジオ』に改題）
- テレビ宣言にゅー（2005年度春改編から『テレビ宣言』に改題）
- こちらマル○生活研究所
- 広島ゴルフ情報
- テレビ宣言（オープニングの直後に「長島リポート」を放送）
- 旬感テレビ派ッ!（2011年春改編から『テレビ派』に改題）